# 崔毅 (三国演義)
崔 毅（さい き）は、中国の通俗歴史小説『三国志演義』に登場する架空の人物。
司徒崔烈の弟として、『演義』第3回に登場する。十常侍が売官して好き勝手に振舞っているのに嫌気がさし、隠遁していた。何進暗殺によって引き起こされた宮中の混乱のなか、家の裏に太陽が二つ落ちた夢をみた崔毅は張譲・段珪とはぐれて行き倒れていた少帝・陳留王兄弟を保護する。
その後、少帝らを捜索していた閔貢に出会って段珪の首を見、小帝のもとへ案内した。家に飼っていた痩せ馬を少帝に与え、物語から退場する。